# Salamon István (irodalomtörténész)
Salamon István (Budapest, 1951. július 6. – Budapest, 2020. április 21.) irodalom- és rádiótörténész, múzeumvezető, múzeumi referens, egyetemi oktató.

## Életpályája
Mérő Erzsébet és Salamon Vilmos fia. Középiskolai tanulmányai után a Könyvtártudományi és Módszertani Központban dolgozott, majd 1973–1975 között katonai szolgálatot teljesített. 1976-ban könyvtárosképző szaktanfolyamot végzett, majd 1981-ben diplomázott az ELTE Bölcsészettudományi Kar magyar–könyvtár szakán. Doktori fokozatot 1989-ben szerzett.
1976-tól 2011-ig a Magyar Rádió munkatársa, innen ment nyugdíjba. Itt dokumentátor, szerkesztő, irodalmi műsorok, oral history interjúk, dokumentum-összeállítások, rádiótörténeti műsorsorozatok szerkesztője, riportere volt. Dolgozott a Szülőföldünk adásaiban is. 1989-től a Rádióarchívum főmunkatársa, 1995-től rádiótörténetet oktatott a Magyar Rádió szervezte tanfolyamokon, médiatörténetet a Szegedi Tudományegyetem Médiatudományi Tanszékén és a Budapesti Média Intézetben. 2001-től a  Rádió- és Televíziótörténeti Múzeum vezetője volt, ahol a rádiótörténeti kiállítás összeállítója. 
Kutatási területe a Magyar Rádió története, a két világháború közötti közművelődési és irodalomtörténeti élet. Interjúkkal dokumentálta a határon túli, amerikai magyar nyelvű rádiózás történetét. 
2006-tól a Magyar Irodalom- és Kultúratudományi Intézet munkatársa, oktató az ELTE Bölcsészettudományi Kar Modern Magyar Irodalomtörténeti Tanszékén. 2009-től az ELTE Művészetelméleti és Médiakutatási Intézet Média és Kommunikáció Tanszékének meghívott előadója, ugyanitt a hangjátéktörténeti kutatócsoport tagja. 
Többször elnyerte a Magyar Rádió nívódíját, 2009-ben és 2011-ben megkapta Az Év Rádiósa kitüntetést. 
Ezernél is több rádióműsor, interjúadás készítője, rádiótörténeti szakcikkei számos folyóiratban jelentek meg.

## Főbb művei
- Rádiótörténeti Szöveggyűjtemény; Magyar Rádió Részvénytársaság Oktatási Osztálya, Bp., 1999
- Az Étheren át, írók a Magyar Rádió műhelyében; Magyar Rádió, Bp., 2002
- Egyszemélyes emigráció, Márai-emlékek, töredékek; Bíbor, Miskolc, 2003[2]
- Tollal és mikrofonnal. Irodalom a Magyar Rádióban 1925–1944; Fekete Sas Kiadó, Bp., 2003
- Ottlik Géza: Rádió. Előadások, tanulmányok, emlékezések ; összegyűjt., utószó Salamon István, szerk., szöveggond., jegyz., névmutató Hafner Zoltán és Salamon István; Magvető, Bp., 2009[3]